# محافظة فوريكاريا
فوريكاريا هي محافظة غينية تقع في إقليم كنديا. عاصمتها هي فوريكاريا. تبلغ مساحة المحافظة 4384 كيلومتر مربع ويبلغ تعداد سكانها عام 2014 ما مجموعه 242،942 نسمة.

## المحافظات الفرعية
تنقسم المحافظة إدارياً إلى 10 محافظات فرعية :
1. فوريكاريا
2. ألاسويا
3. بنتي
4. فرموريا
5. كاباك
6. كاكوسا
7. كاليا
8. مافرينيا
9. موسايا
10. سيخورو